# Nick Berg
Nicholas Evan Berg, född 2 april 1978, död i maj 2004, var en amerikansk affärsman som sökte telekommunikations-jobb i Irak under den USA-ledda ockupationen. Han tillfångatogs och halshöggs i maj 2004 av militanta islamister. Abu Musab al-Zarqawi tros personligen ha skurit halsen av Berg.

## Fotnoter
1. 1 2  Find a Grave, Find A Grave-ID: 8741946, läs online, läst: 9 oktober 2017.[källa från Wikidata]
2. ↑  Find a Grave, Find A Grave-ID: 8741946, läs online, läst: 10 oktober 2024.[källa från Wikidata]
3. ↑  Niles Lathem (12 maj 2004). ”U.S. HOSTAGE SCREAMS IN HORROR AS HE IS BEHEADED” (på amerikansk engelska). https://nypost.com/2004/05/12/u-s-hostage-screams-in-horror-as-he-is-beheaded/. Läst 24 november 2024.